# Ala-Vuontisjärvi
Ala-Vuontisjärvi eller Vuontisjärvi är en sjö i Finland. Den ligger i kommunen Enare i landskapet Lappland, i den norra delen av landet, 1 000 km norr om huvudstaden Helsingfors. Ala-Vuontisjärvi ligger 127,2 meter över havet. Arean är 34,3 hektar och strandlinjen är 6,83 kilometer lång. Sjön  ingår i Pasvik älvs huvudavrinningsområde. 